# Füzes-patak
A Füzes-patak Pátytól északra ered, a Pest vármegye nyugati részén. A patak forrásától kezdve déli irányban halad, majd Biatorbágynál éri el a Benta-patakot. 
A Füzes-patak vízgazdálkodási szempontból a Közép-Duna Vízgyűjtő-tervezési alegység működési területét képezi.

## Part menti települések
- Páty
- Biatorbágy

## Képek

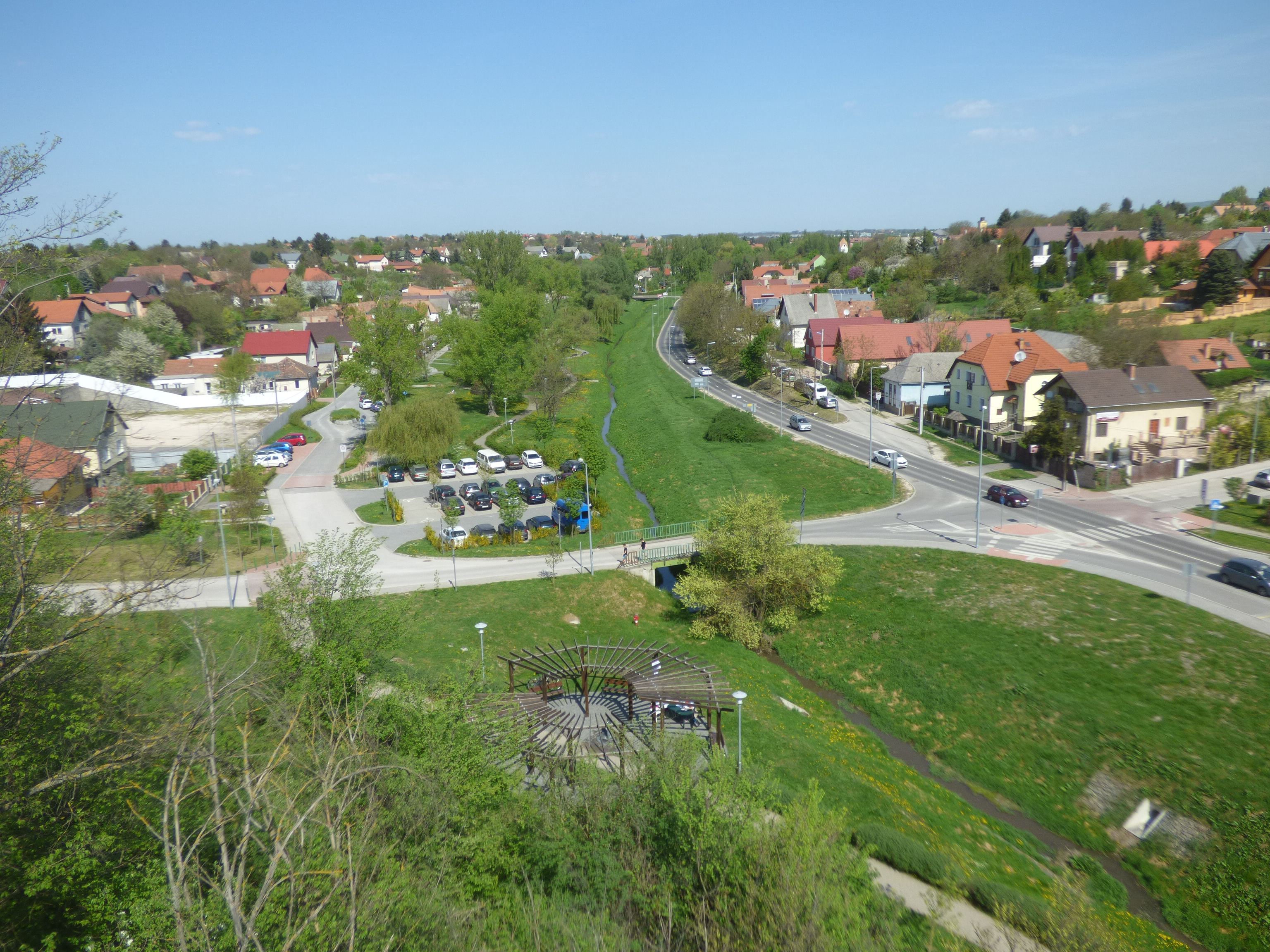
A patak torbágyi szakasza a biatorbágyi vasúti viaduktról északnyugat felé nézve
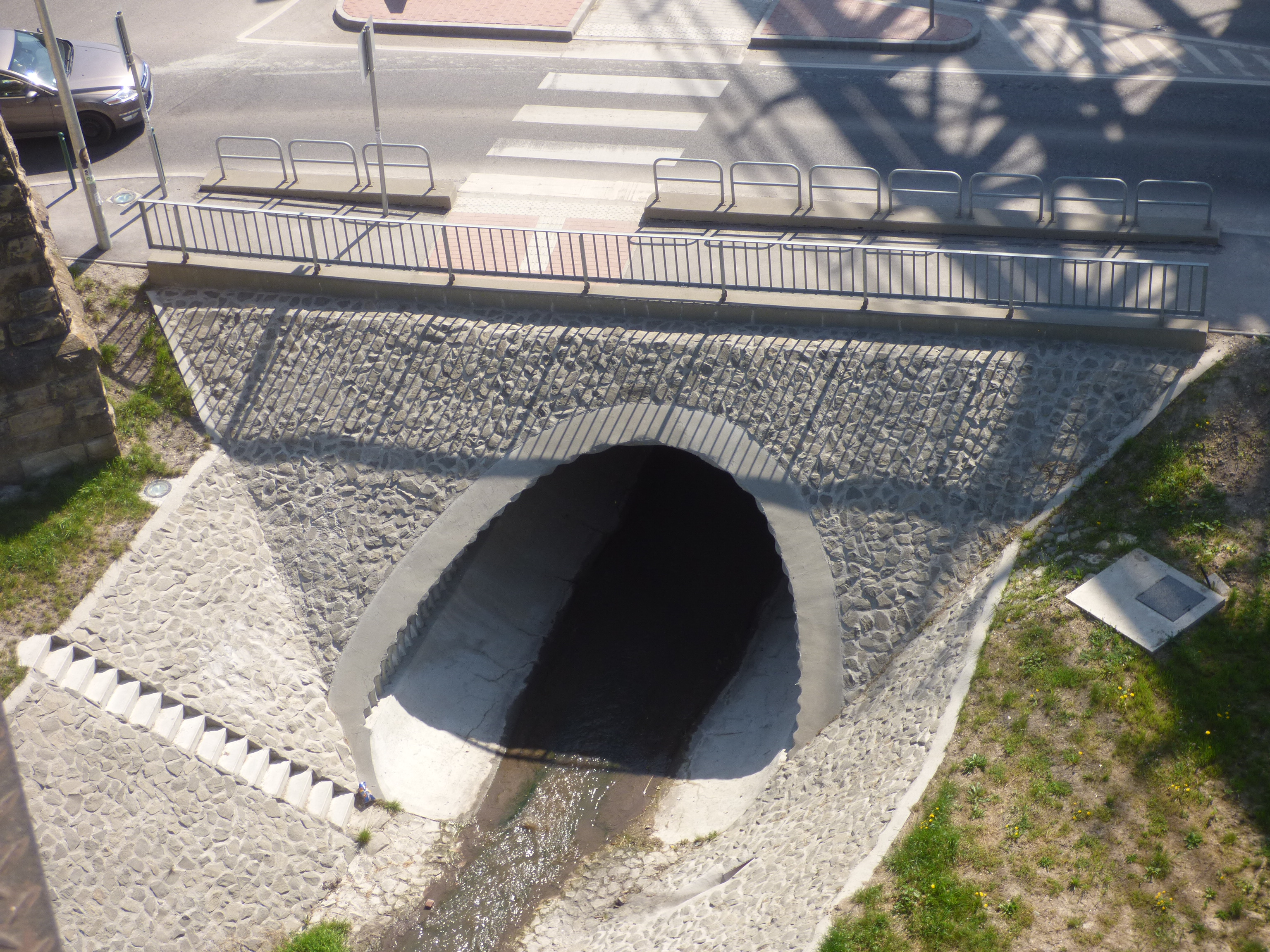
A patak átfolyása Biatorbágy főutcája alatt, a viadukt északi völgyhídjáról nézve